# 王乃徵
王乃徵（1861年—1933年），字聘三、平珊，号病山、潛道人，四川中江（今四川省中江縣）人。清朝政治人物、進士出身，工书。

## 生平
光緒八年，鄉試中舉；光緒十六年，登進士，同年五月，改翰林院庶吉士。光緒二十年四月，散館，授翰林院編修。光緒二十八年，任福建道監察御史，署山西浙江道，后任陝西道監察御史。光緒二十八年，任鄉試磨勘官、次年任會試同考官。光緒三十年，任江西撫州府知府。光緒三十三年，任禮學館顧問官。宣統元年，任直隸按察使、順天府府尹。宣統二年，任湖北布政使、河南布政使。宣統三年，任貴州布政使。辛亥后，隐居上海。曾任《清史稿》纂修。
著《病山遺稿》、《嵩山遊草》。